# Granot Loma
Granot Loma es una finca ubicada en County Road 550 al norte de Marquette, Míchigan, construida en la tradición de los Grandes Campamentos de las Adirondacks a finales del siglo XIX y principios del XX. Fue incluido en el Registro Nacional de Lugares Históricos en 1991. Se dice que es la "cabaña de troncos más grande del mundo" y la residencia más cara de Míchigan.

## Historia

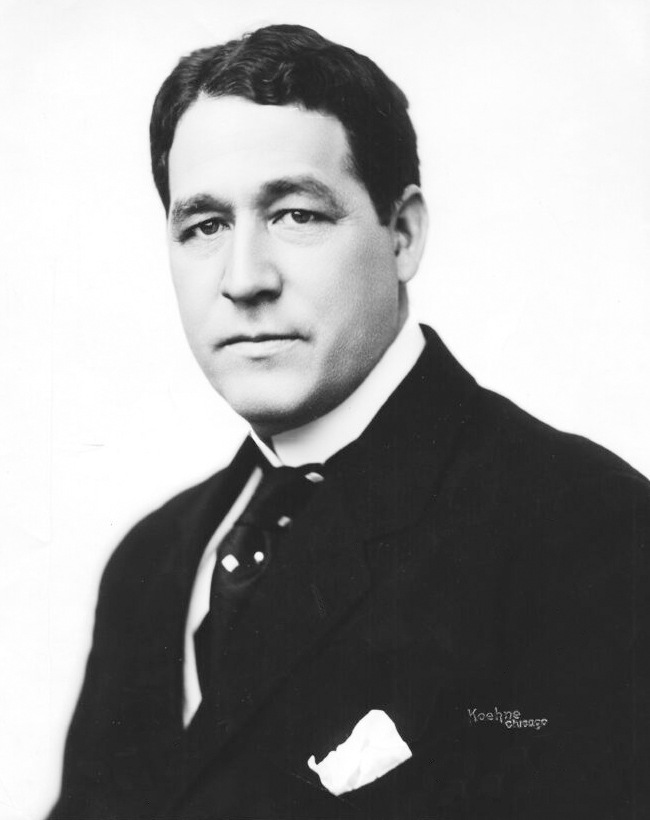
Louis Graveraet Kaufman, c. 1910

El empresario estadounidense Louis Graveraet Kaufman comenzó a construir Granot Loma en 1919, para usarlo como residencia de verano. Contrató a Marshall y Fox de Chicago como arquitectos, empleó a trescientos artesanos locales y se cree que contrató al experto constructor local de troncos Nestor Kallioinen para supervisar la construcción. Importó troncos de pino de Oregón para la construcción. La construcción se completó en 1923 o 1924, con algunos trabajos interiores adicionales que continuaron hasta 1927 o 1928.
El complejo Loma Farms, diseñado para proporcionar ingresos y suministro de alimentos para el albergue, fue construido en 1927 por Bartlett Construction Company de Eau Claire, Wisconsin. Bartlett utilizó varios diseños proporcionados por Louden Machinery Company de Fairfield, Iowa.
Kaufman realizó una fiesta inaugural en 1927 para celebrar la finalización de Granot Loma. Entre los huéspedes que se quedaron en Granot Loma a lo largo de los años se encuentra la estrella del tenis Bill Tilden, George Gershwin, Mary Pickford, Fred Astaire y Cole Porter.
Louis Kaufman murió en 1942 y su esposa Marie murió en 1947. Con el fallecimiento de Marie, cesó la explotación agrícola. Una de las hijas de la pareja, Joan, vivió allí con su último esposo, Jack Martin, el antiguo cuidador de Granot Loma durante algunos años, pero en 1950 el albergue estaba esencialmente abandonado. Ocuparon la finca y el albergue se utilizó para ocasiones especiales. Granot Loma fue finalmente vendida por la familia Kaufman a Tom Baldwin en 1987. Baldwin renovó la casa y en 1991 fue incluida en el Registro Nacional de Lugares Históricos.

## Descripción
El título de la propiedad, Granot Loma, es una mezcolanza aleatoria de letras de los nombres de los primeros tres hijos de Kaufman y el nombre de su esposa. Kaufman contrató a 22 arquitectos para diseñar el edificio. Los troncos de pino se enviaron desde Oregón en tren. La estructura está construida sobre un marco de acero que descansa sobre una base de hormigón de dos yardas de espesor.
Como se completó en 1923, el albergue de 26.000 pies cuadrados costó $5 millones, equivalente a $70 millones en 2016.
La finca de Granot Loma se asienta sobre 5180 acres de bosques ubicados a lo largo de la orilla del Lago Superior. El albergue es una enorme estructura en forma de L construida con troncos sobre un marco de acero y con un techo de pizarra. El albergue incluye una sala grande de 60 pies de largo y 23 o 26 habitaciones, 13 baños y 26 chimeneas de piedra. La finca contiene pertrechos únicos e irremplazables, por ejemplo, escenas indias/occidentales de Orry Kelly, un diseñador ganador de un Oscar.
Loma Farms es un complejo agrícola planificado que incluye trece edificios construidos con tejas de arcilla vitrificada, situados aproximadamente a media milla del complejo del albergue.